# Kári P. Højgaard

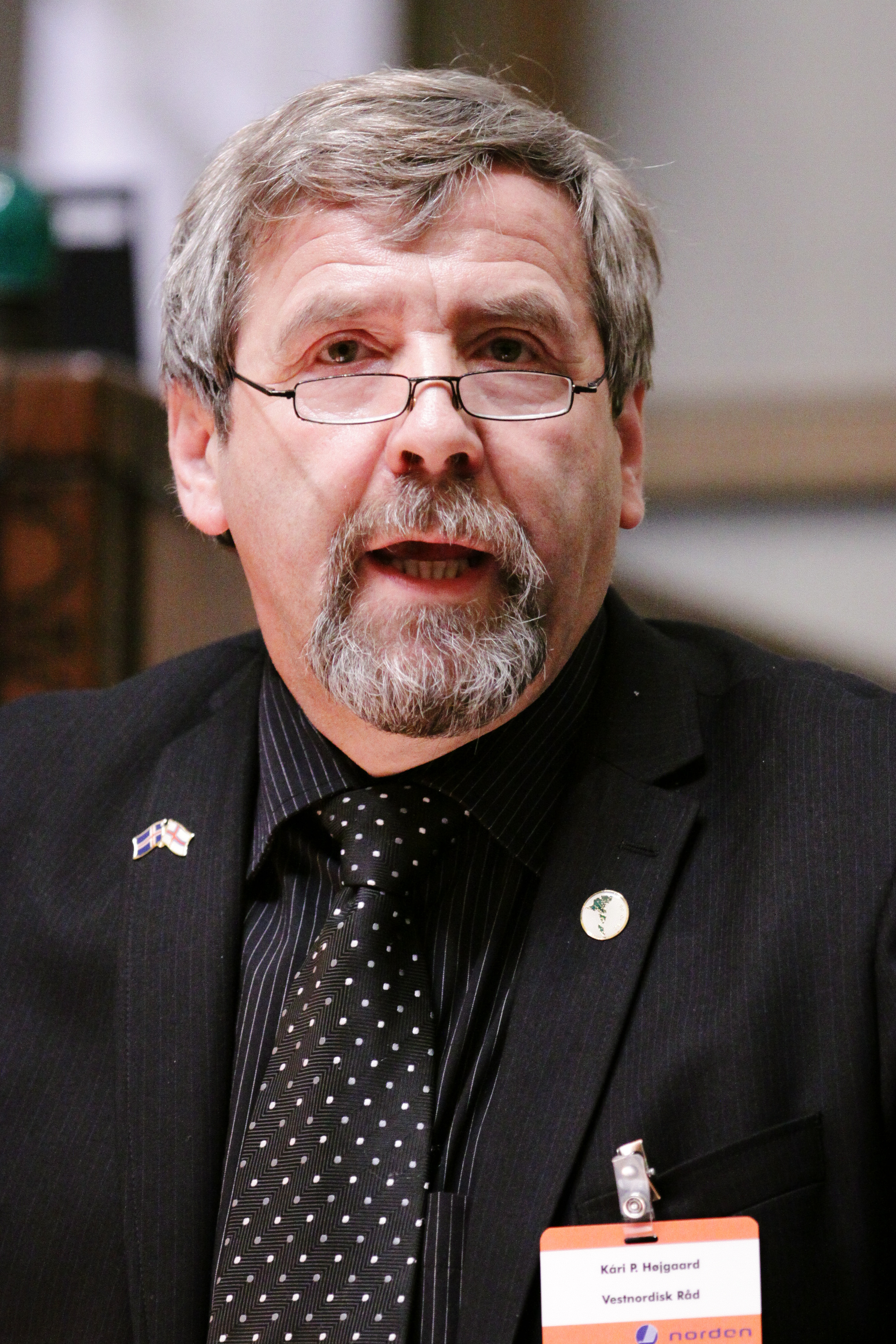
Kári P. Højgaard

Kári Páll Højgaard (* 21. Juli 1951 in Strendur, Färöer) ist ein färöischer Politiker und Abgeordneter im färöischen Parlament. Er war von 2011 bis 2013 färöischer Innenminister sowie von 2001 bis 2010 und von 2011 bis 2015 Vorsitzender der Partei Sjálvstýrisflokkurin. Er ist seit April 2015 stellvertretender Vorsitzender seiner Partei. Des Weiteren ist er auch Mitglied des Westnordischen Rates.

## Leben
Kári P. Højgaard kam in Strendur zur Welt. Nach dem Ende der Schulzeit fuhr er zunächst einige Jahre zur See. 1971 begann er bei der färöischen Post (damals noch: Postverk Føroya) und arbeitete als Postbote in Oyndarfjørður und Umgebung. 2001 schied er aus dem Postdienst aus. Højgaard lebt in Saltangará in der Kommune Runavík, deren Stadtrat er von 1988 bis zum 31. Dezember 2008 angehörte. Vom 26. Mai 2001 bis Ende April 2002 war er Ersatzmann für das färöische Parlament Løgting, seit dem 30. April 2002 gehörte Højgaard dem Parlament an. Von 2004 bis 2008 war er Mitglied des Komitees für Umwelt und natürliche Lebensgrundlagen des Nordischen Rats. Im August 2011 wurde Højgaard zum Präsidenten des Westnordischen Rats gewählt. Bei der Wahl zum Løgting am 29. Oktober 2011 konnte Kári P. Højgaard als einziger Kandidat seiner Partei einen Sitz erringen. Im November 2011 wurde er zum färöischen Innenminister ernannt. Seinen Platz im Parlament nimmt seither Jógvan Skorheim ein.
Am 9. April 2015 wurde Kári P. Højgaard als Parteivorsitzender des Sjálvstýrisflokkurin vom Klaksvíker Bürgermeister Jógvan Skorheim abgelöst. Højgaard erhielt sich jedoch den stellvertretenden Parteivorsitz.
Bei der Løgtingswahl am 1. September 2015 wurde er als Abgeordneter für Nýtt Sjálvstýri wiedergewählt.